# Ducula perspicillata
Ducula perspicillata là một loài chim trong họ Columbidae.